# Cindy Kerseborn
Cindy (Marijke A.J.) Kerseborn (Paramaribo, 26 december 1956 – Amsterdam, 17 september 2019) was onderzoeker en documentairemaker. Ze maakte documentaires over de Curaçaose schrijver Frank Martinus Arion en de Surinaamse schrijvers Astrid Roemer en Edgar Cairo en organiseerde literaire debatten en tentoonstellingen rond het werk van deze auteurs. Kerseborn was gehuwd met de arts Theo van der Snoek en was de partner van socioloog Abram de Swaan.

## Jeugd
Kerseborn had een zus en een broer. Ze werden door hun vader opgevoed. Die werkte als verpleger in 's Lands Hospitaal op de afdeling dermatologie en interne geneeskunde en later op de afdeling psychiatrie. Het gezin woonde op het familie-erf in de wijk Frimangron. Vader was gastvrij: "Wij waren een moederloos gezin, maar ook een soort opvanghuis voor kinderen en volwassenen die in de problemen zaten. Ze bleven niet lang, twee of drie jaar. Dat is toch niet lang op een mensenleven? Maar wij waren boos dat wij als drie kinderen op één kamer moesten". In godsdienstig opzicht werd aan de kinderen een vrije keuze gelaten. Haar zusje ging naar de kerk van de Evangelische Broedergemeente. Cindy en haar broer, die op latere leeftijd atheïst werd, werden katholiek en lieten zich dopen. Haar vader was vrijmetselaar.

## Opleiding
Kerseborn verhuisde op 17-jarige leeftijd naar Nederland. In Katwijk volgde ze de opleiding voor verpleegkundige. Daarna haalde ze ook het diploma psychiatrische verpleegkunde en werkte ze enkele jaren in een ziekenhuis in Amsterdam. Ze kwam in contact met de media door een baantje bij de knipseldienst van NRC Handelsblad. Ze volgde een televisiecursus bij de Media Academie in Hilversum en was redacteur bij de NOS, de RVU, Human, IKON en Migranten Televisie Amsterdam. Later vestigde zij zich als zelfstandig documentairemaker.

## Werk
Kerseborn maakte een drieluik over de Caribische schrijvers Edgar Cairo, Frank Martinus Arion en Astrid Roemer.
De drie documentaires werden geproduceerd door de Kerseborn opgerichte Stichting Cimaké Foundation. De stichting ontwikkelde verschillende activiteiten, zoals literaire avonden en exposities waarmee de documentaires onder de aandacht werden gebracht en waarmee meer achtergrond informatie over de auteurs kon worden gegeven.
Kerseborn was lid van de jury van De Grote Poëzieprijs in 2019.
In haar laatste levensjaar was zij bezig met de voorbereiding van een documentaire over de dande, een Arubaanse folkloristische traditie bij de jaarwisseling, waarbij muzikanten en zangers met gezongen nieuwjaarswensen langs de huisdeuren trekken.

## Documentaires
- 2011 - Edgar Cairo: Ik ga dood om jullie hoofd
- 2013 - Frank Martinus Arion: Yu di Kòrsou/De man, de vrouw, de poëzie
- 2015 - Astrid H. Roemer: De wereld heeft gezicht verloren
- 2021 - Dande di Aruba[3] (afgemaakt door Sherman de Jesus)

- Nederlandse Thesaurus van Auteursnamen: 08258317X
- Virtual International Authority File: 287472118